# ナーヴシー駅
ナーヴシー駅（ナーヴシーえき）は、チェコ共和国モラヴィア・スレスコ州フリーデク＝ミーステク郡にある、チェコ国鉄320号線の駅である。

## 駅構造

### ホーム
2面2線の地上駅。駅舎側に片側ホーム1面、島式ホーム1面の合計2面からなる。他に、側線を数本持つ。
| ホーム | 路線    | 方向   | 行先                                               | 備考                      |
| ------ | ------- | ------ | -------------------------------------------------- | ------------------------- |
| 1      | 320号線 | 北方向 | コシツェ、バンスカー・ビストリツァ、ズヴォレン方面 | 特急、普通（一日1本のみ） |
| 1      | 320号線 | 南方向 | プラハ方面                                         | 特急、普通                |
| 2      | 320号線 | 北方向 | モスティ、チャッツァ方面                           | 普通（大部分）            |

### ダイヤ[1]
- プラハ - コシツェを結ぶ全車指定席の特急(EC)「ロハーチェ」号が、週1往復停車する。この列車は、チェコ国内では特に停車駅が少なく、県庁所在地級の駅にしか停車しない。
- 上記以外にも特急(EC,Ex,R,RJ)が運行しており、合わせて2時間に1本の運行となっている。これらは停車駅が多く、快速級の列車である。運転区間は、EC,Exがプラハ - ボフミーン - ジリナ間、Rがスヴィノフ - ボフミーン - ズヴォレン間、RJがプラハ - ハヴィールジョフ - ナーヴシー/コシツェ/ヴルートキ間となっている。
- 普通列車は一時間に1本の運行で、大部分がスヴィノフ - オストラヴァ - モスティ間の列車である。

## 隣の駅
チェコ国鉄
320号線
特急ユーロシティ「ロハーチェ」号
チェスキー・チェシーン駅 - ナーヴシー駅 - チャッツァ駅
特急ユーロシティ「ヤン・ペルネル」号、エクスプレス、リフリーク、レギオジェット（スロバキア直通便）
トルジネツ中央駅 - ナーヴシー駅 - チャッツァ駅
特急レギオジェット（ナーヴシー始終着便）
ビストルジツェ駅 - ナーヴシー駅
普通
フラーデク駅 - ナーヴシー駅 - ボツァノヴィツェ駅

## その他
チェコ最東端の駅で、スロバキア、ポーランドとの国境に近い。ポーランド語の駅名「ナフシェ」も副駅名としてつけられている。